# Kihalt madárfajok listája
A Természetvédelmi Világszövetség (IUCN) által szerkesztett Vörös Lista alapján 1500 óta 134 madárfaj halt ki a Földről. Mindezen fajok mellett még sok egyéb faj van, amelyek valószínűleg mára szintén kihaltak, vagy már évtizedek óta nem látták őket vagy élőhelyük oly mértékben károsodott, hogy azon már nem élhet életképes populáció a fajokból.
Az IUCN besorolása szerint az 1500-as év számít a kezdőévnek, az ezt követő években kihalt fajokat tartják nyilván kihaltként listájukon. Ez az évszám a nagy földrajzi felfedezések kezdete, melytől kezdve az európai felfedezők és tengerészek nagy számban útra keltek, hogy felfedezzék az Európától távoli kontinenseket és azok élővilágát. Szintén innentől számíthatjuk a szigeti fajokra oly veszélyes patkányok, majd később macskák megtelepedését sok szigeten, melyek végzetesek voltak sok madárfajra.
Természetesen a Föld különböző területein az emberek megtelepedése jóval korábban kezdődött és sok fajt már jóval korábban (egyeseket 8-10.000 évvel ezelőtt) sikerült kiirtani az embereknek. Ezek a Természetvédelmi Világszövetség Vörös Listáján nem a kihalt (extinct), hanem a régen kihalt (prehistoric) kategóriába sorolja.
A Proceedings of the National Academy of Sciences tudományos szakfolyóirat szerint a jelenleg élő madárfajok 12%-a tartozik a kihalástól közvetlenül veszélyeztetett fajok közé és további 12%-a a fajoknak veszélyeztetett. A tudósok előrejelzése szerint ha nem történnek sürgős változások sok faj esetében, akkor a 21. század végére évente akár 10-12 madárfaj is kihalhat a Földről.
Elsősorban a különálló szigeteken kialakult endemikus fajok vannak veszélyben. A szigeti endemizmusok sérülékenységének elsőrangú példája a Hawaii-szigetek madárvilága, ahonnan az emberek és elsősorban a későbben betelepül európaik megérkezése óta számos faj kihalt. Az utóbbi években a legsúlyosabb veszteségeket Guam madárvilága szenvedte el, mióta a katonai támaszpont ellátmányaival véletlenül behurcolták a szigetre a délkelet-ázsiai, elsősorban madárfogyasztó barna mangrovesiklót. Ennek a kígyófajnak köszönhetően a sziget madárvilága nagyon lecsökkent, több faj véglegesen kihalt a Földről.
A kontinensek a szigetekhez viszonyítva viszonylag kevés fajt vesztettek el. Európa mindössze egyet, az óriásalkát, bár ez is csak az Atlanti-óceán északi szigetein volt honos.

## 1500 óta kihalt madárfajok

### Struccalakúak(Struthioniformes)rendje

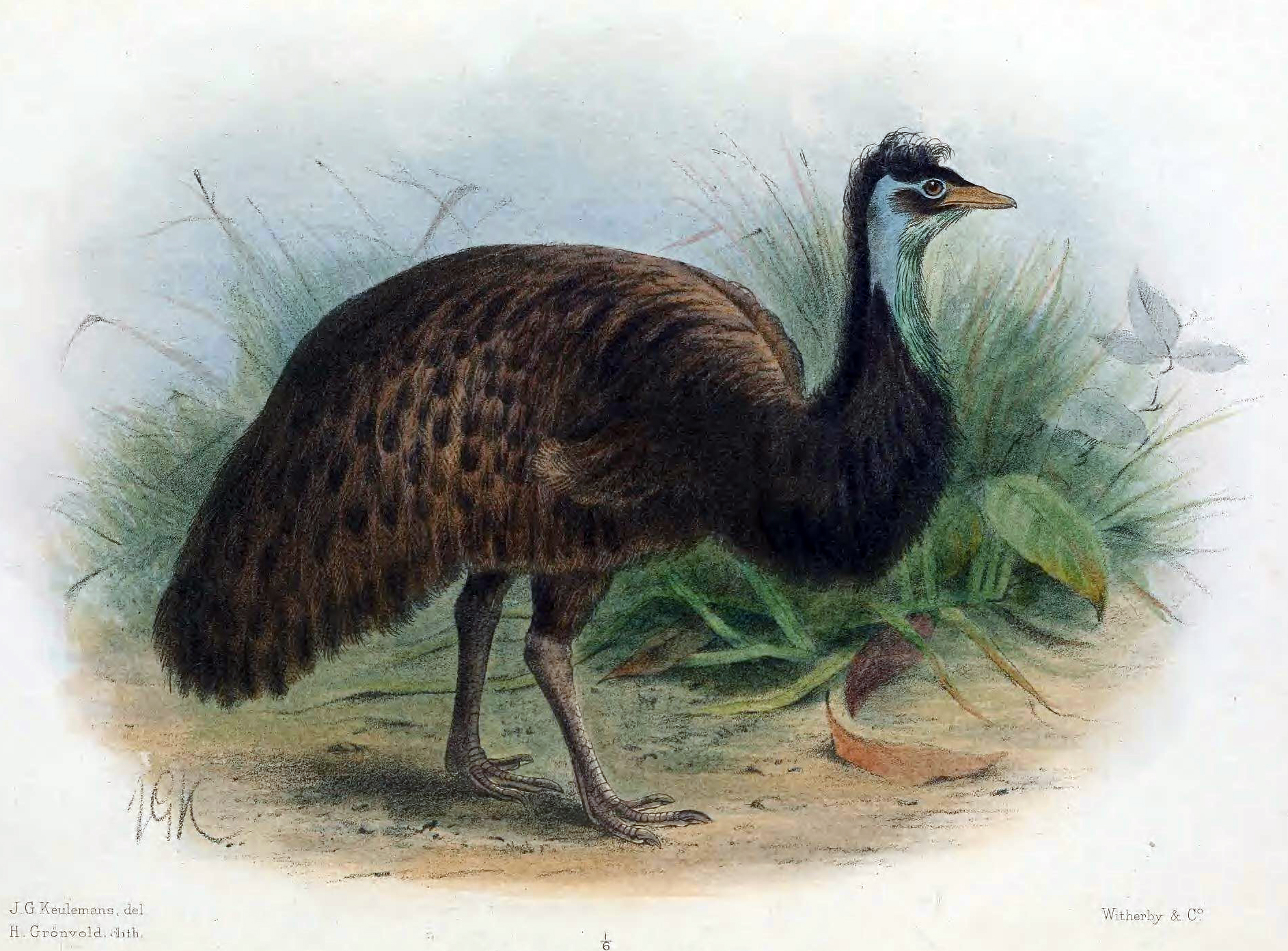
Régi ábrázolás a fekete emuról (Dromaius ater), mely az Ausztráliához tartozó King-szigeten élt egykor

- Felföldi moa (Megalapteryx didinus) - Kb. 130 cm magas és 25 kg tömegű lehetett. Egyike volt a legkisebb moáknak: Új-Zéland magasabban fekvő, hűvösebb erdeiben élt. A moafélék (Dinornithidae) családjából, melyek valamennyien Új-Zélandon voltak honosak ez az egyetlen faj, melyről feltételezik a tudósok, hogy még élhetett a 16. század során. A többi, nagyobb termetű fajt valószínűleg a 13. század végén vagy a 14. század során végleg kiirtották az őshazájukban megtelepedett maorik. Mivel ez volt a legkisebb faj, ennek intenzív vadászatát akkor kezdték meg, mikorra a nagyobb fajok végleg kihaltak. Mire az európai felfedezők megérkeztek Új-Zélandra ez a faj sem élt már.

- Óriás elefántmadár (Aepyornis maximus).

Az elefántmadár-félék (Aepyornithidae) családjának legnagyobb testű tagja volt. Magassága meghaladta a 3 métert, tömege a 450 kg-ot.
Kihalása (Madagaszkár néhány más állatfajával egyetemben) nem sokkal a mai malgasok őseinek betelepülése után következett be, mintegy 1000-1500 évvel ezelőtt (ld. pleisztocén megafauna). Nagyon valószínű, hogy a bennszülöttek vadászták a madarakat és tojásaikból tárolóedényeket készítettek. Az arab hajósok talán még találkozhattak egy-két példánnyal: valószínűleg az elefántmadarak adták az ihletet a Szindbád-legendák „rok madarához”. Az elefántmadár kifejezés pedig feltehetően az arab hajósokon keresztül Marco Polótól származik. Mikor az első európai hajósok kikötöttek a szigeten (15-16. század), már valószínűleg nem léteztek. De elképzelhető, hogy a családból legalább egy faj még élhetett 1500 körül.
- fekete emu vagy King-szigeti emu (Dromaius ater)

Nicolas Baudin expedíciója fedezte fel 1804-ben. Ma a Párizsi Természettudományi Múzeumban őrzött egyetlen kitömött példányáról és egy összerakott csontvázáról ismert. A faj utolsó ismert példánya 1842-ben pusztult el 22 évesen egy párizsi növénykertben.
- kenguru-szigeti emu (Dromaius baudinianus)

A Kenguru-szigeten és Dél-Ausztráliában élt emuféle kicsit nagyobb volt, mint a szintén kihalt fekete emu. Az összes ismert forrás Párizsban egy csontváz és Genfben egy bőrdarab, ami a feltételezések szerint egy példányától származik.

### Vöcsökalakúakrendje(Podicipediformes)
- óriásvöcsök (Podilymbus gigas)

Az Észak- és Dél-Amerikában általánosan elterjedt gyűrűscsőrű vöcsök (Podilymbus podiceps) nagy termetű, röpképtelen rokon faja volt, mely kizárólag a Guatemalában található Atitlan-tavon élt. Életmódja és kihalásának folyamata jól ismert Anne LaBastille amerikai biológusnőnek köszönhetően, aki több mint 25 éven át tanulmányozta a fajt.
Mivel csak egyetlen hegyvidéki tóban élt, valószínűleg sosem voltak nagy állományai, ám egészen a 20. század közepéig egyáltalán nem volt ritka faj. Megritkulásának folyamata 1958-ban kezdődött, amikor a horgászturizmus fellendítése érdekében és a helyi fehérjeszükséglet fedezésének okán idegen halfajokat telepítettek a tóba. Ezek, ragadozók lévén, elfogyasztották a vöcsök táplálékát jelentő apró vízi szervezeteket, sőt a fiatal vöcskökre is veszélyt jelentettek. Emellett intenzíven irtották a tót szegélyező nádast, a vöcskök szaporodó helyét is. 1983-ra már csak 32 egyedük élt, de aztán még tovább csökkent a számuk. 1989-re már csak kettő egyed maradt életben, de még ebben az évben ezek is eltűntek. Ekkortól számítják a fajt a kihalt élőlények közé.
- andoki vöcsök vagy kolumbiai vöcsök (Podiceps andinus)

Dél-Amerikában, ezen belül a Kolumbiában lévő Tota-tónál (Lake Tota) valamint Boyacá és Cundinamarca tartományok tavaiban, mocsaraiban élt.
Az otthonául szolgáló mocsarak a 20. század során nagyon visszaszorultak. Elsősorban a beléjük vezetett szennyvíz és a bedobált szemét miatt eliszaposodtak és java részük a század 50-es éveire végleg kiszáradt. A faj populációja ekkor összeomlott. Néhány magányos egyed még élt a '70-es években, az utolsó bizonyított egyedet 1977-ben látták a Tota-tavon. A faj utáni intenzív kutatómunka, melyet 1981-82-ben, végeztek eredménytelenül zárult; a faj végleg kihalt.
- Aloatra-vöcsök (Tachybaptus rufolavatus)

Ezt a Madagaszkáron (ott is csak az Alato-tavon) endemikus faj a Természetvédelmi Világszövetség Vörös Listáján még a "kihalástól közvetlenül veszélyeztetett" kategóriába sorolja, de mivel az 1980-as években láttak utoljára élő egyedet nagy valószínűséggel mára kihalt. Eltűnését a tó körüli erdők kivágása miatti erózió általi földcsuszamlások (melyek lassan feltöltötték a tavat), a nádvágások okozták, de nagy szerepet játszott benne a rokon kis vöcsökkel való hibridizáció is. Miután az 1980-as években a ragadozó Channidae családba tartozó halakat telepítettek a tóba, nem találtak többé élő egyedet belőlük.

### Lúdalakúak(Anseriformes)rendje

#### Récefélék(Anatidae) családja

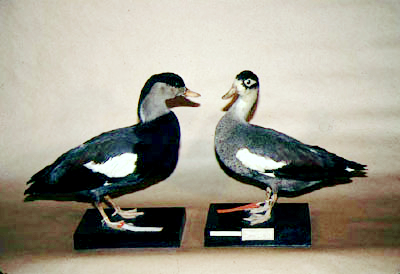
Kitömött koreai ásólúd (Tadorna cristata) pár. A faj talán még életben lehet Szibéria északi résznek ember nem járta vidékein, de valószínűbb, hogy kihalt.

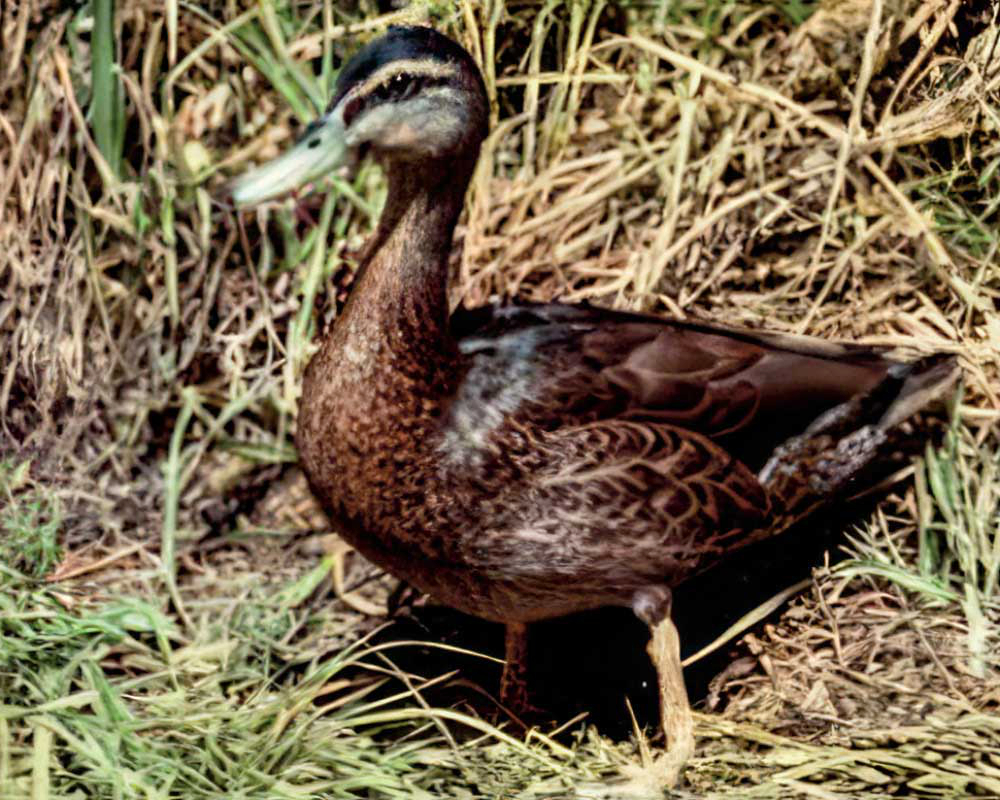
Az utolsó ismert Mariana-szigeteki réce (Anas oustaleti) hímjéről készült felvétel

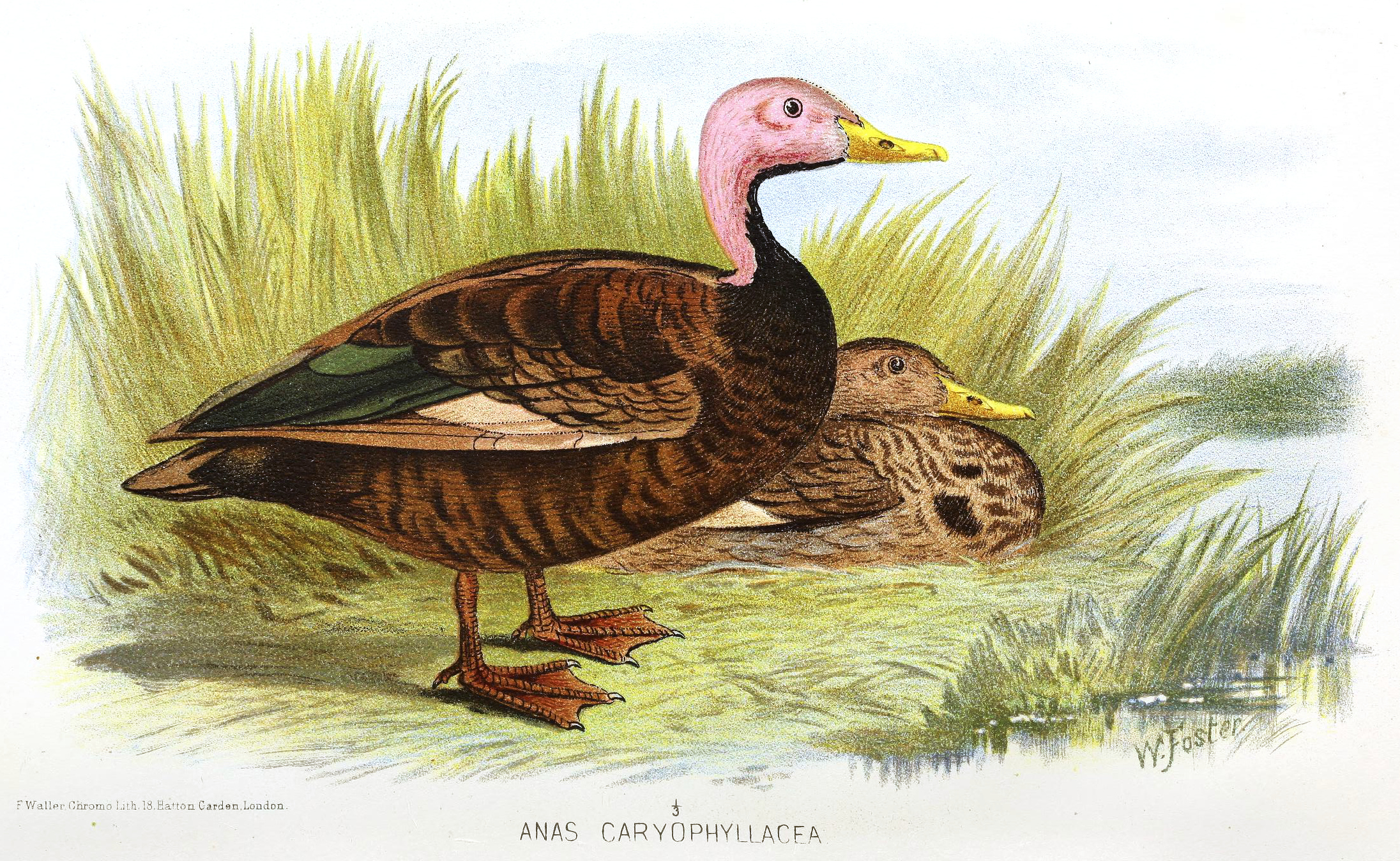
Régi ábrázolás egy rózsásfejű réce (Netta caryophyllacea) párról.

- mauritiusi ásólúd (Alopochen mauritianus) - Valószínűleg 1698-ra halt ki végleg vadászat miatt Mauritius szigetéről. Utoljára Leguat látta 1693-ban.

- réunioni ásólúd (Mascarenachen kervazoi) - Kizárólag Réunion szigetéről szubfosszilis formában ismert faj. Bertrand Kerzavo találta meg maradványait 1974-ben. A faj feltehetően 1710-re kihalt. Kihalásának oka nagy valószínűséggel a vadászat volt.

- koreai ásólúd (Tadorna cristata) - A Természetvédelmi Világszövetség a kihalástól veszélyeztetett fajként tartja nyilván, de a biológusok többsége szerint a faj valamikor az 1980-as években kihalt. Utoljára 1985-ben látták.

- Finsch-réce (Chenonetta finschi). Új-Zéland szigetéről szubfosszilis formában ismert faj. Úgy tűnik, hogy az Ausztráliában honos sörényes lúd (Chenonetta jubata) legközelebbi rokonfaja volt. Egy 1870-ben láttak Új-Zélandon egy ismeretlen récefajt, amelyik talán ennek a fajnak egy egyede lehetett. Emiatt szerepel a listán.

- amszterdam-szigeti réce (Anas marecula) - Kizárólag az Amszterdam-szigetről ismert, mely a Francia déli és antarktiszi területek része. A fajnak csak csontjai ismertek. Valószínűleg több száz éve kihalt már. Valószínűleg a szigeteket felkereső bálnavadászok végeztek a madárral, mely nemigen tudott elmenekülni előlük és mivel a szigeten nem éltek emlősök, nem is alakult ki benne menekülési viselkedés.

- mauritiusi réce (Anas theodori) - Mauritius szigetén élt. Csontjai alapján ismert faj, de a szigetet felkereső tengerészek és kereskedők is beszámoltak róla többször. Először 1681-ben tudósítottak róla. A szemtanúk szerint szürke madár volt és nagy számban népesítette be az erdőben található tavakat és mocsarakat. A sziget betelepülése után a mértéktelen vadászat miatt 1693-ra nagyon megritkult és utolsó ismert példányát 1696-ban ejtették el.

- Mariana-szigeteki réce (Anas oustaleti) - 1981-ben látták utoljára a Csendes-óceáni Északi-Mariana-szigeteken levő hazájában

- rózsásfejű réce (Netta caryophyllacea, régebben Rhodonessa caryophyllacea) - Az utolsó ismert példányt C. M. Inglis lőtte 1935-ben Dabhanga közelében, Bihár államban, Indiában. Egyelőre a Vörös Listán még nem mint kihalt faj szerepel, mert a madár talán még életben lehet Mianmar északi részén, ami tudományos szempontból elég feltáratlan területnek számít.

- labradori réce (Camptorhynchus labradorius) - E tengeri récefaj kihalásának oka ismeretlen. Furcsa felépítésű csőre arra utal, hogy táplálkozási szokásai is különlegesek voltak: valószínűleg apró csigákon élt. Ez is hozzájárulhatott kipusztulásához, hiszen az egy bizonyos táplálékra specializálódott állatfaj mindig érzékenyebb a környezet változásaira. Észak-Amerika keleti részén a fokozódó emberi tevékenység hatására átalakult a tengerparti élőhelyek csigafaunája, ami a faj számára végzetesnek bizonyult. Az utolsó közlés egy hím példányról szól, amelyet 1875 őszén fogtak a Long Islandhez közeli vizeken.

- Auckland-szigeteki bukó (Mergus australis) - A faj az Auckland-szigeteken volt honos, ahol 1840-ben fedezték fel. Kihalásához a vadászat mellett a betelepített disznók, patkányok, kutyák és macskák is hozzájárultak, melyek ellen ez a nehézkesen repülő faj nem tudott védekezni.Utolsó példányát 1902-ben gyűjtötték be. Azóta semmi nyoma a fajnak, pedig több alkalommal is intenzíven keresték a térségben.

### Tyúkalakúak(Galliformes)rendje

#### Ásótyúkfélék(Megapodiidae)
- új-kaledóniai ásótyúk (Megapodius molistructor) - Egykor Tonga és Új-Kaledónia szigetein őshonos faj volt. Korábban úgy gondolták, hogy a Lapita-kultúrához tartozó emberek megtelepedésével a faj kihalt Új-Kaledóniáról, nagyjából időszámításunk előtt 1500 évvel. Azonban William Anderson, (aki részt vett James Cook csendes-óceáni felfedezőútjain) útleírása során beszámolt egy nagy testű, talajlakó tyúkféle madárról Új-Kaledónia szigetéről. Ő a fajnak a Tetrao australis fajnevet adta, mivel fajdféle madárnak hitte. A fajdok nem fordulnak elő a térségben (sőt a déli féltekén egyáltalán nem), ezért valószínű, hogy a Megapodius molistructor utolsó példányait látta a szigeten.

- fidzsi ásótyúk (Megapodius amissus) - A Fidzsi-szigetek legnagyobb szigetén, Viti Levun egykor élt faj egyedei valószínűleg egészen a 19. századig éltek.

#### Fácánfélék(Phasianidae)családja
- új-zélandi fürj (Coturnix novaezelandiae) - A madár egészen az 1860-as évekig kifejezetten gyakorinak számított Új-Zéland fő szigetein. Innentől viszont állományai drasztikusan zuhanni kezdtek és 1875-re teljesen kihalt. Kihalásának pontos okai ismeretlenek. Korábban a bozótégetések, az intenzív vadászat és a meghonosodott patkányok, macskák és kutyák általi irtás voltak a fő okok. Mára valószínűbbnek tűnt, hogy a meghonosított fácánok és fürjek hoztak magukkal valamilyen megbetegedést, amelyre nem volt az őshonos faj felkészülve és amiatt halt ki olyan gyorsan.

- himalájai fürj (Ophrysia superciliosa) - Hivatalosan "csak" kihalással közvetlenül veszélyeztetett faj, de mivel 1876 óta nem látták, nagy valószínűséggel kihalt.

### Darualakúak(Gruiformes)rendje

#### Guvatfélék(Rallidae)családja

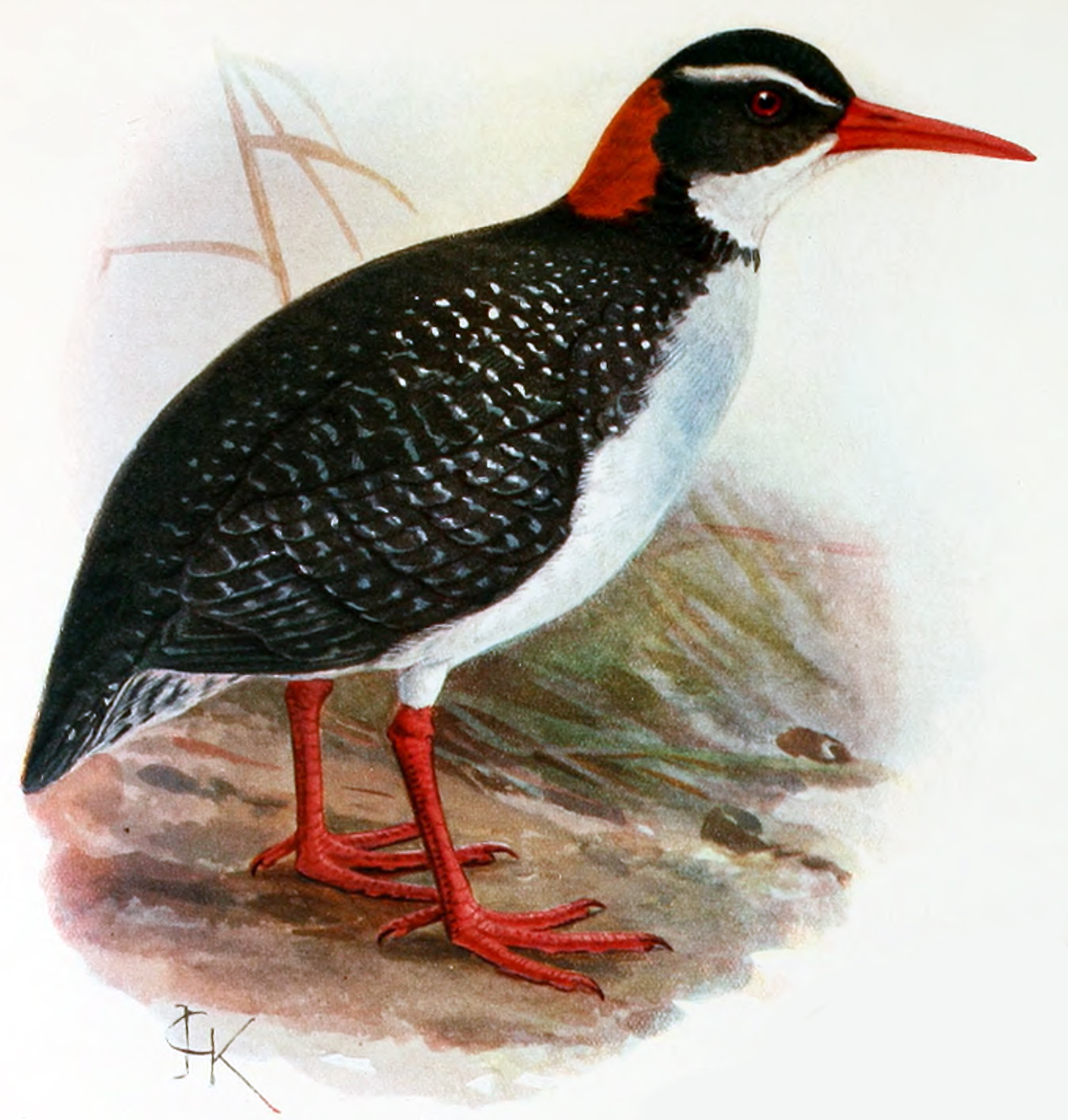
tahiti guvat (Gallirallus pacificus)

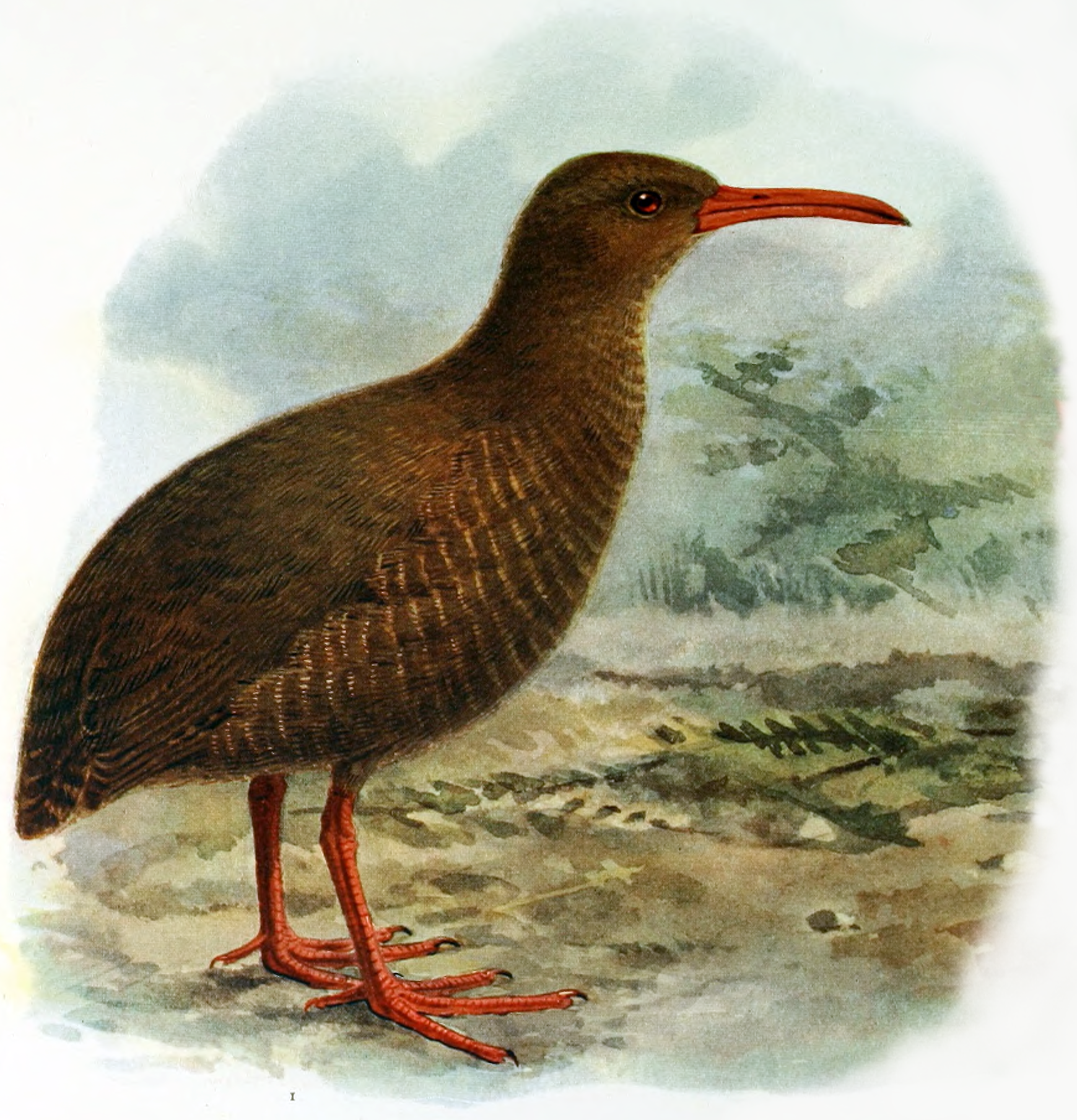
Chatham-szigeteki guvat (Gallirallus modestus)

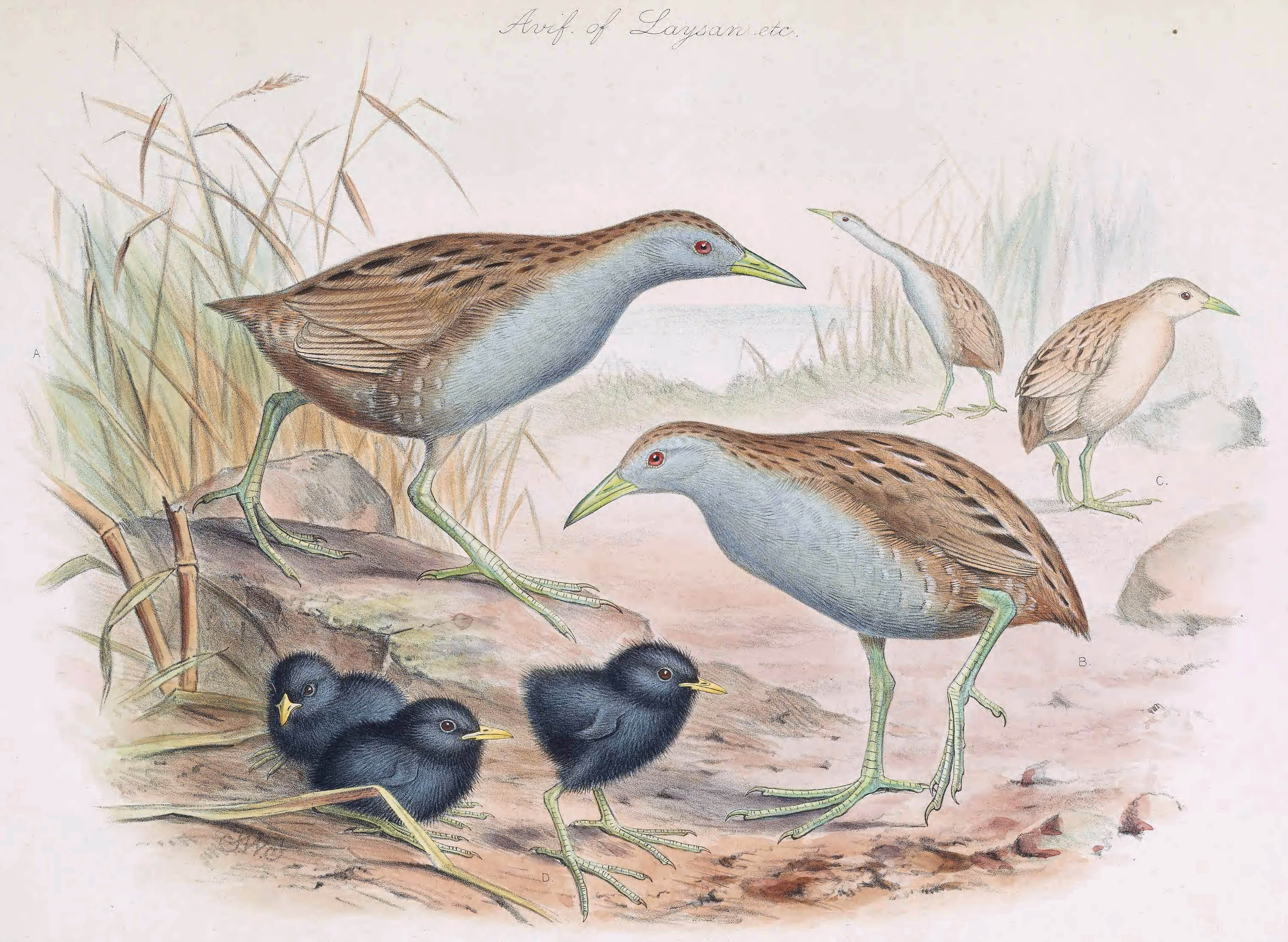
Laysan-vízicsibe (Porzana palmeri)

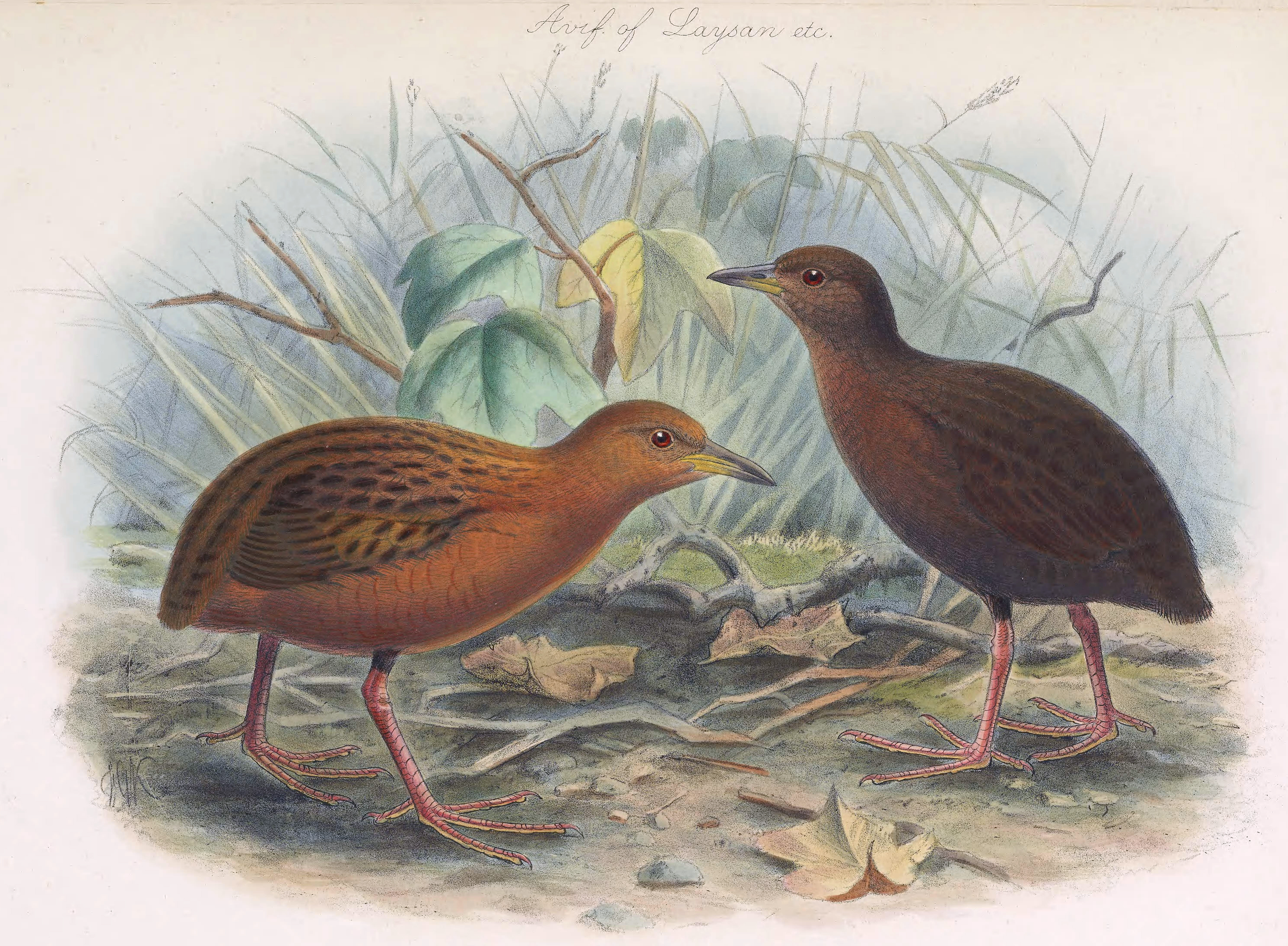
Hawaii vízicsibe (Porzana sandwichensis)

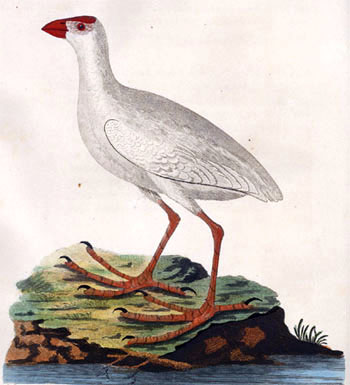
Lord-Howe-szigeti fú (Porphyrio albus)

- Nesotrochis debooyi - szubfosszilis csontok alapján ismert faj, melyeket Theodoor de Booy talált 1916-ban Puerto Rico szigetén.

- Hawkins-guvat (Diaphorapteryx hawkinsi) - A faj kizárólag az Új-Zélandhoz tartozó, attól 800 kilométerre keletre a Csendes-óceánban található Chatham-szigeteken volt őshonos. 1892-ben írta le Henry Ogg Forbes skót természettudós csontmaradványok (köztük egy teljesen épen megmaradt csőr) alapján, melyet William Hawkins talált. Leírása óta feltétezték, hogy a faj 300-450 évvel az európaiak megérkezése előtt kihalt a szigetekről. Úgy gondolták, hogy a szigeteken megtelepülő moriori polinéz nép irtotta ki őket. Csak a legutóbbi időkben bukkantak rá levéltári iratok között arra a levélre, melyet Sigvard Dannefaerd ornitológus küldött 1895-ben Lord Rothschildnak és amelyben egy nagy guvatféle madárról ír, mely a Chatham-szigetek erdeiben él. Ezek alapján ara lehet következtetni, hogy a faj egyedei egészen a 19. század végéig életben maradtak.

- szalonkacsőrű guvat (Capellirallus karamu)

- mauritiusi vörös guvat (Aphanapteryx bonasia) - Csupán csontmaradványai és néhány 17. századi rajz és festmény alapján ismert, korábban Mauritius szigetén élt faj. Az intenzív vadászat, az otthonául szolgáló mocsarak és nedves rétek lecsapolása miatt 1700-ra kihalt.

- Leguat-guvat vagy más néven Rodriguezi-guvat (Aphanapteryx leguati) - egykor kizárólag a Mauritius szigetétől 560 kilométerrel keletebbre az Indiai-óceánban fekvő Rodriguez szigeten élt. A fajról François Leguat francia természettudós leírása és jóval 1761-es kihalása után, 1873-ban megtalált csontmaradványai ismertek csak.

- fidzsi csíkosszárnyú guvat (Nesoclopeus poecilopterus) - Mivel 1890-ben látták utoljára a Fidzsi-szigetekhez tartozó Viti Levun sokáig kihalt fajnak tartották. 1973-ban váratlanul egyetlen élő példányára bukkantak, ám ezután sok a faj holléte utáni felesleges kutatás után 1994-ben újra kihalnak nyilvánították. A szántóföld nyerésére indított mocsárlecsapolások mellett kihalásának fő okai a meghonosodott macskák voltak, melyek könnyen el tudták kapni ezt a röpképtelen fajt.

- új-kaledóniai bozótguvat (Gallirallus lafresnayanus) más néven (Tricholimnas lafresnayanus) - A faj 17 begyűjtött egyed alapján ismert, melyeket 1860 és 1890 között gyűjtöttek Új-Kaledónia hegyvidéki erdeiben. Ezt követően az 1960-as és az 1980-as évekből vannak meg nem erősített adatai, hogy látták a fajt, de így is majdnem 30 éve nincs hír róla, így nagyon valószínű, hogy mára kihalt.

- wake-szigeti guvat (Gallirallus wakensis) - A faj kizárólag a 6,5 km² területű csendes-óceáni szigeten, a Wake-szigeten volt őshonos. Sokáig elég gyakori fajnak számított, de a második világháború során a szigeten harcoló japán katonák az élelmiszerhiány miatt levadászták a faj összes egyedét. Mire véget ért a háború a faj eltűnt, 1945 óta egyetlenegyszer sem látták.

- tahiti guvat (Gallirallus pacificus) - A faj kizárólag Georg Forster leírása és ajza alapján ismert. Forster James Cook második csendes-óceáni útja során (ahol természettudósként vett részt az utazásban) fedezte fel Tahiti szigetén. Múzeumi példánya nincs a fajnak. 1844-ben még látták, de azóta nem bukkantak nyomára. Feltehetően a meghonosodott patkányok és macskák irtották ki a fajt.

- csíkos guvat (Gallirallus dieffenbachii) - A faj kizárólag az Új-Zélandhoz tartozó, attól 800 kilométerre keletre a Csendes-óceánban található Chatham-szigeteken volt őshonos. Utoljára 1872-ben látták. valószínűleg a meghonosodott patkányok, macskák és kutyák irtották ki.

- Chatham-szigeteki guvat (Gallirallus modestus) más néven (Caballus modestus) - szintén a Chatham-szigeteken volt honos, ahol 1871-ben fedezték fel. Utolsó példányát 1900-ban látták. A betelepített kecskék és nyulak szinte letarolták a faj élőhelyét jelentő réteket és fedezék híján könnyen áldozatul esett a meghonosodott patkányoknak és macskáknak.

- Szent Ilona-szigeti guvat (Aphanocrex podarces) - kizárólag az Atlanti-óceán déli részén található Szent Ilona-szigeten egykor élt fajt kizárólag csontmaradványairól ismert. Csontjait Alexander Wetmore amerikai ornitológus találta meg 1963-ban szubfosszilis állapotban a Szent Ilona-szigeti Prosperous-öbölben. Kihalása feltehetően nagyba összefügg a szigeteken megjelenő patkányokkal, melyek különböző hajókról a 16. század során települtek be a szigetre. Az első állandó települések megalapításakor még élt, de az ezután megjelenő macskák végképp kiirtották a fajt.

- Ascension-szigeti guvat (Mundia elpenor) - kizárólag az Atlanti-óceán déli részén található Ascension-szigeten egykor élt fajt Peter Mundy természetkutató 1656-os utazásáról készült beszámolójából, az abban szereplő ábrázolásról és csontmaradványairól ismert. Csontjait Philip Ashmole és Storrs Lovejoy Olson találták meg az 1960-as és az 1970-es években a szigeten. Kihalása feltehetően nagyban összefügg a szigeteken megjelenő patkányokkal, melyek különböző hajókról a 18. század során települtek be a szigetre. Elképzelhető, hogy az első állandó települések 1815-ös megalapításakor még élt, de az ezután megjelenő macskák végképp kiirtották a fajt.

- Laysan-vízicsibe (Porzana palmeri, eredetileg Porzanula palmeri) - A faj kizárólag Laysan szigetén élt, mely egy apró földdarab a Csendes-óceánban és a Hawaii-szigetek északnyugati szigetláncának tagja. 1891-ig kifejezetten gyakori madárnak számított a szigeten, de Laysanon a század elején 15 éven keresztül guanót bányásztak, ami jelentős területátalakító tevékenységgel járt. Mindezt még talán túlélte volna a populáció, de a bányászok élelmezésének elősegítésére nyulakat engedtek szabadon a szigeten, melyek ellenség hiányában korlátlanul elszaporodva teljesen tarra rágták a sziget növényállományát.

- Hawaii vízicsibe (Porzana sandwichensis) - Első példányait 1779-ben, James Cook kapitány harmadik útja során gyűjtötték a Hawaii-szigeteken. William Ellis, az Adventure nevű hajó sebésze készítette az első rajzokat róla. E képek alapján Johann Gmelin a Rallus sandwichensis tudományos nevet adta a madárnak a szigetvilág korábbi nevéről (Sandwich-szigetek). Kihalásának pontos oka nem teljesen ismert. Korábban a Hawaii-szigetekre betelepített jávai mongúzt (Herpestes javanicus) tartották a kihalás fő okának, azt feltételezve, hogy az vadászta le a repülésre képtelen fajt. Mára kiderült, hogy a mongúzok 1893-as betelepítésére a faj már gyakorlatilag kihaltnak volt tekinthető. Így feltehetően a szigeteken meghonosodott patkányok, valamint az elvadult macskák és kutyák lehettek a faj kiirtói.

- kosrae-szigeti vízicsibe (Porzana monasa) - A fajt Heinrich von Kittlitz fedezte fel 1827-ben a Karolina-szigetekhez tartozó Kosrae szigeten, mely ma Mikronézia államhoz tartozik. Ma is mindössze az a három egyede ismert, melyeket Kittlitz gyűjtött be Kosrae mocsaraiban. Már Kittlitz is ritka fajnak írta le és mire 1880-ban a következő kutató, Otto Finsch megérkezett a szigetre már nem talált élő egyedet. Mivel röpképtelen faj volt könnyű prédája lett az 1830-as és 1840-es években a misszionáriusokkal érkezett patkányoknak.

- Szent Ilonai vízicsibe (Porzana astrictocarpus) - Miután Alexander Wetmore amerikai ornitológus megtalálta 1963-ban szubfosszilis állapotban a Szent Ilona-szigeti Prosperous-öbölben a Szent Ilona-szigeti guvat maradványait, Storrs Lovejoy Olson amerikai paleontológus tíz évvel később, 1973-ban ugyanott meglelte e faj maradványait is. Sorsa és kihalása megegyezik a Szent Ilona-szigeti guvatéval, ezt a fajt is a szigeteken megjelenő patkányok irtották ki valamikor a 16. század elején.

- Miller-vízicsibe (Porzana nigra)

- Lord-Howe-szigeti fú (Porphyrio albus) - A faj kizárólag az Ausztráliához tartozó, attól 580 kilométerrel keletebbre, a Csendes-óceánban található Lord Howe-szigeten élt. Mindössze két koponya, egy szubfosszilis állapotban fennmaradt csont és néhány korabeli festmény alapján ismert csupán. Annak ellenére, hogy madár a sziget 1790-es felfedezésekor nem volt ritka, viszonylag rövid idő alatt kiirtották a Lord Howe-szigeten kikötő bálnavadász és kereskedelmi hajók matrózai. Feltehetően a sziget állandó lakosokkal való 1834-es betelepülése során a faj már nem élt.

- réunioni szultántyúk (Porphyrio coerulescens)

- Új-kaledón szultántyúk (Porphyrio kukwiedei)

- Északi-szigeti takahe (Porphyrio mantelli) más néven (Notornis mantelli) - a faj közeli rokona volt a még élő új-zélandi takahénak (Porphyrio hochstetteri), de attól eltérően csak az északi-szigeten élt. Sokáig úgy gondolták, hogy a maorik 13. századi megérkezésével kihalt a faj (először csak szubfosszilis maradványait fedezték fel), de 1898-ban teljesen váratlanul felfedeztek egyetlen élő egyedet. Ez után úgy tűnt, hogy a 19. században még élt a faj az Északi-sziget félreeső mocsaraiban, de ma ezután hiába kutattak utána.

- szamoai vízityúk (Gallinula pacifica) más néven (Pareudiastes pacificus) - 1907-es utolsó észlelése miatt a fajt kihaltnak nyilvánították eredeti élőhelyéről, Szamoa szigeteiről. 1990-ben egy meg nem erősített beszámoló alapján látták, emiatt hivatalosan nem számít kihalt fajnak, de azóta sem találtak újabb élő egyedet.

- Trisdan da Cunha vízityúk (Gallinula nesiotis) más néven (Porphyriornis nesiotis) – A még jelenleg is élő Gough-szigeti vízityúk (Gallinula comeri) legközelebbi rokona. Philip Lutley Sclater írta le 1861-ben a Trisdan da Cunha szigetcsoport szigeteiről származó egyedek alapján. 1873-ban már mint nagyon ritka fajról írtak róla és 1882-re teljesen kihalt a meghonosodott patkányok, elvadult kutyák és disznók miatt.

- maszkarén szárcsa (Fulica newtoni) - 1700 körül halt ki a mértéktelen vadászat miatt élőhelyéről, Mauritius és Réunion szigeteiről.

### Vágómadár-alakúak(Acipiriformes)

#### Vágómadárfélék(Acipitridae)
- Haast-féle sas (Harpagornis moorei vagy Hieraetus moorei) Új-Zéland

## Fordítás
- Ez a szócikk részben vagy egészben a Liste der neuzeitlich ausgestorbenen Vögel című német Wikipédia-szócikk ezen változatának fordításán alapul.  Az eredeti cikk szerkesztőit annak laptörténete sorolja fel. Ez a jelzés csupán a megfogalmazás eredetét és a szerzői jogokat jelzi, nem szolgál a cikkben szereplő információk forrásmegjelöléseként.